# Leo von Klenze

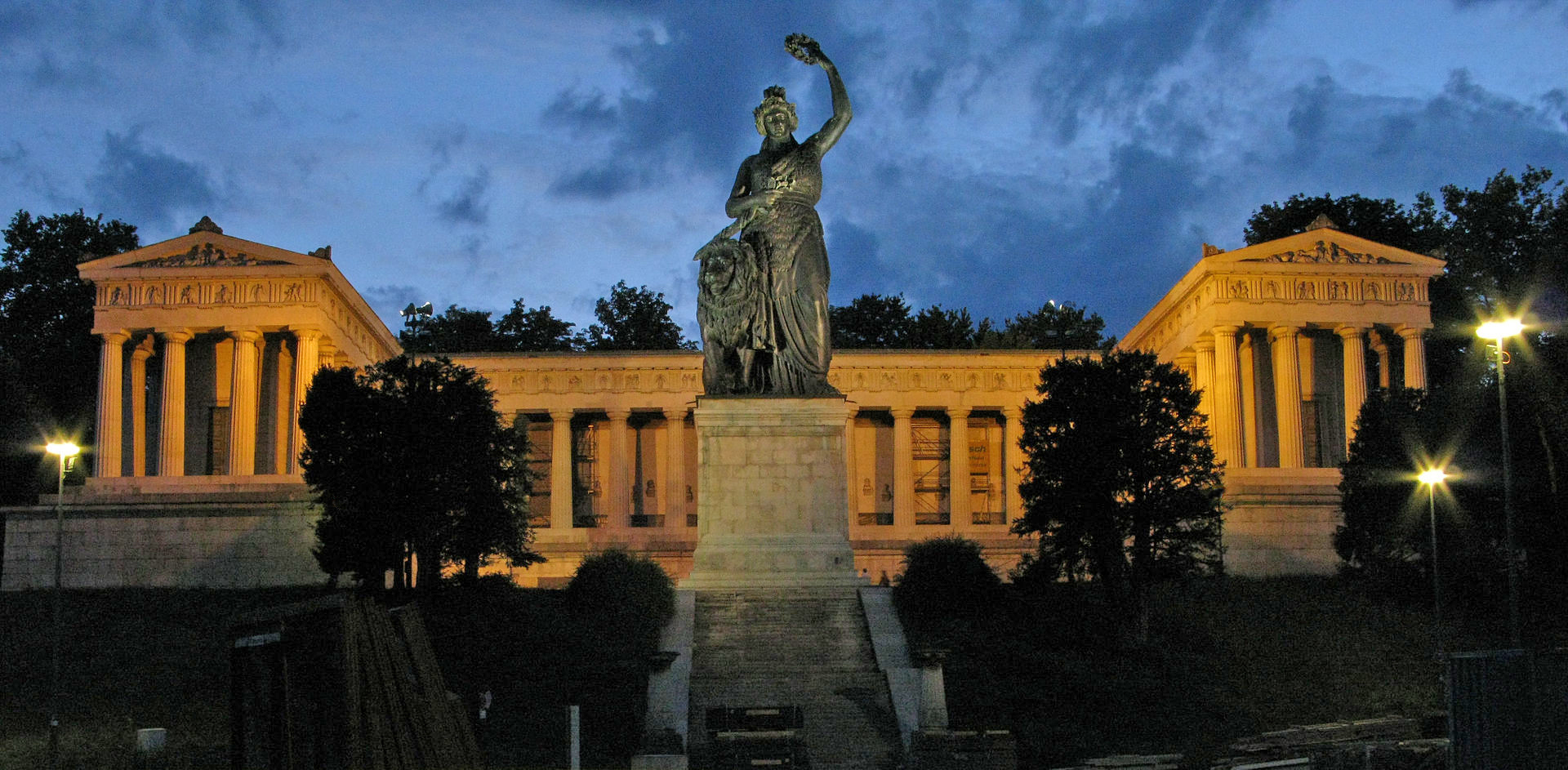
Ruhmeshalle en Múnic

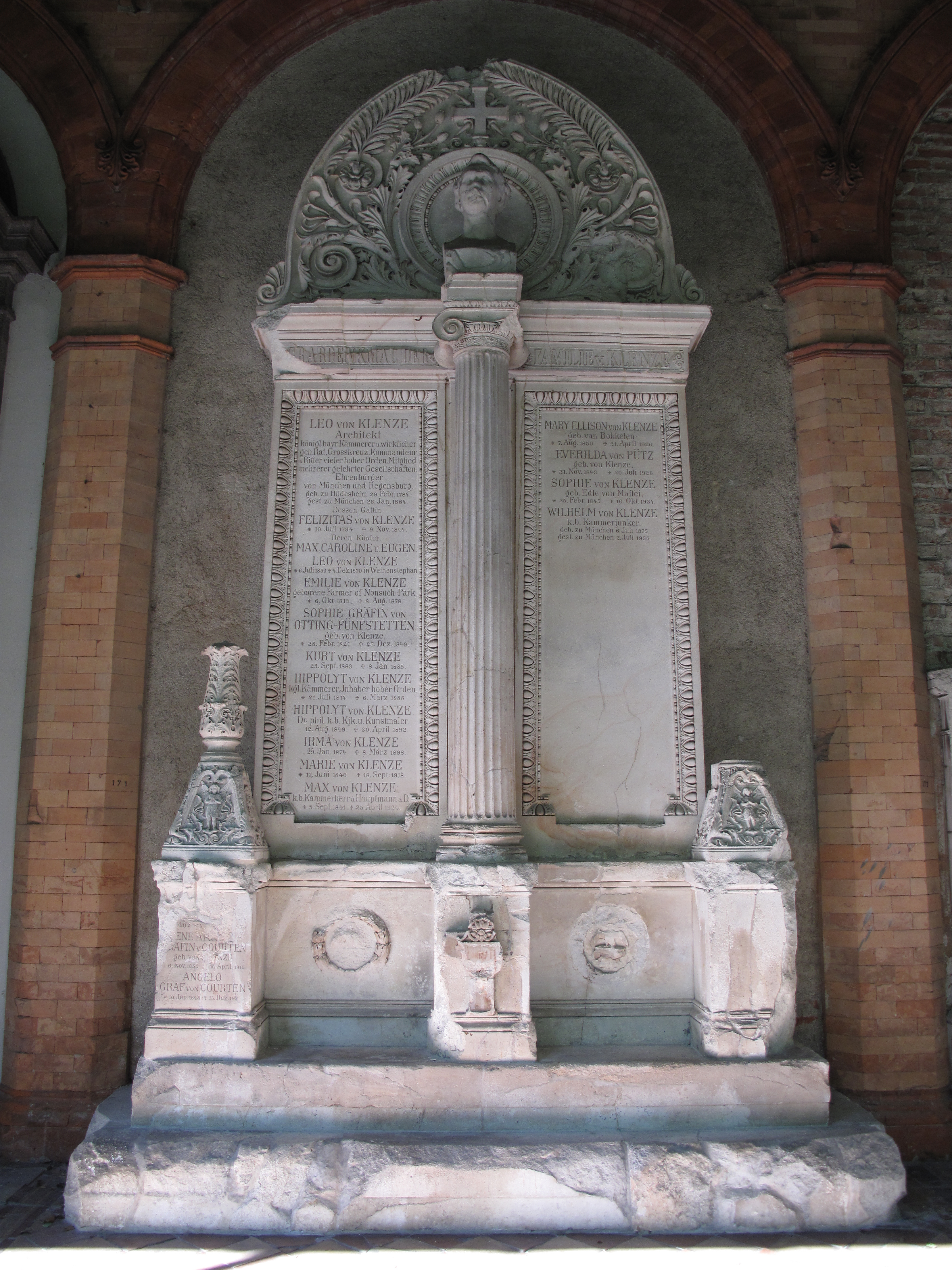
Panteó familiar dels Klenze en un cementeri de Múnic

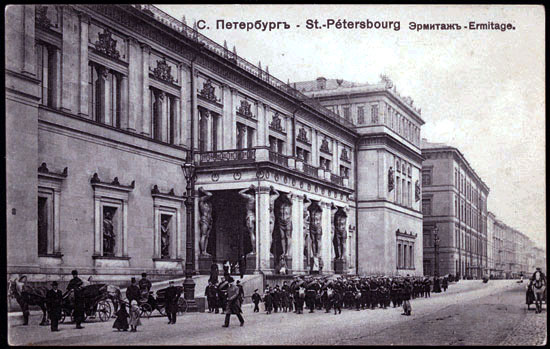
El Nou Hermitage, St. Petersburg, Rússia, fou un dels primers museus dissenyat específicament per albergar col·leccions d'art.

Leo von Klenze (Franz Karl Leopold von Klenze; 29 febrer de 1784, Buchladen (Bockelah / Bocla) prop de Schladen – 26 gener 1864, Múnic) era un arquitecte alemany neoclassicista, pintor i escriptor. Arquitecte de la Cort del rei bavarès Lluís I, Leo von Klenze fou un dels representants més prominents de l'estil de ressorgiment grec.

## Biografia
Von Klenze estudià i finançament d'edificis públics sota Friedrich Gilly en Berlín, i treballà com aprenent de Charles Percier i Pierre François Léonard Fontaine en París. Entre 1808 i 1813 fou un arquitecte de la Cort de Jérôme Bonaparte, Rei de Westfàlia. Més tard es va mudar a Baviera i el 1816 va començar per treballar d'arquitecte de Cort de Lluís I. La passió del Rei per l'Hel·lenisme conformà l'estil arquitectònic de von Klenze. Va construir molts edificis neoclàssics en Múnic, incloent el Ruhmeshalle i el Temple Monopteros (dins del jardí anglès de Múnic). En Königsplatz va dissenyar probablement el conjunt arquitectònic Hel·lenístic modern més conegut. Prop de Regensburg va construir el Temple Walhalla, en honor de Valhalla, la casa dels déus en la Mitologia Nòrdica.
Quan Grècia va guanyar la seva independència, el fill de Lluís I, Otó esdevingué el primer rei del país. Von Klenze va ser convidat a Atenes per lliurar plans de reconstrucció de la ciutat a l'estil de l'antiga Grècia. L'Emperador rus Nicolau I vaig encomanar von Klenze el 1838 el disseny d'un edifici per l'Ermita Nova, un museu públic que va albergar la col·lecció d'antiguitats, pintures, monedes, medalles, camafeus pintures, dibuixos, i llibres, de la Dinastia dels Romanov. Previ a això, von Klenze també hi havia dissenyat i reformat galeries de museus en Múnic, incloent la Gliptoteca, el Museu Ludgwig I d'escultura antiga, i l'Alte Pinakothek, una galeria de pintura per als quadres de la col·lecció dels Wittelsbach.
Von Klenze no va ser únicament un arquitecte, també un refinat pintor i escriptor. A moltes de les seves pintures es representaven edificis antics. Aquests van servir de models per als seus propis projectes arquitectònics. Klenze va estudiar arquitectura antiga durant els seus viatges a Itàlia i Grècia. També va participar en excavacions d'edificis antics d'Atenes i va presentar propostes per a la restauració de l'Acròpoli.
Klenze Va recollir obres de pintors alemanys contemporanis importants. Va vendre la seva col·lecció, que incloïa 58 paisatges i pintures de gènere, al Rei Lluís I de Baviera el 1841. Aquestes pintures formen el nucli de la col·lecció del museu Neue Pinakothek.
Von Klenze va casar amb Maria Felicitas Blangini (1790–1844) una bellesa de la Cort de Lluís I. La seva neta Irene Athenais von Klenze esdevingué Comtessa de la Cort (1850–1916).
Von Klenze Va morir el 1864 i va ser enterrat en el cementeri Alter Südfriedhof de Múnic.

## Obres arquitectòniques
- A Múnic (München):
  - Glyptothek (1816–1830)
  - Alte Pinakothek (1826–1836)
  - Residenz – Königsbau, Festsaalbau i el Allerheiligen-Hofkirche (1826–1842)
  - Temple Monopteros a l'Englischer Garten (1836)
  - Porta Propyläen (1846–1862)
  - Ruhmeshalle (1850)
  - Monopteros al parc del Palau de Nymphenburg
  - Ludwigstrasse (avinguda), Odeonsplatz i l'adjacent Wittelsbacherplatz (places)
- Saló de Balls al Parc del Castell de Wilhelmshöhe, (Kassel) (1809–1810)
- Castell d'Ismaning (1816) construït per a un fillastre de Napoleó, Eugène de Beauharnais, i la seva esposa.
- Temple Walhalla prop de Regensburg (1816–1842)
- Neues Schloss (Palau nou) a Pappenheim (1819–1820)
- Ermita nova-Hermitage a Sant Petersburg, Rússia (1839–1852)
- Catedral-Basílica catòlica de Sant Dionís l'Areopagita a Atenes, Grècia (1853–1865)
- Befreiungshalle a Kelheim (1863)